# سد كوريس
سد كوريس (باليونانية: Φράγμα Κούρη)‏ هو أكبر سد في شبكة تتكون من 107 سد في قبرص. يقع في منطقة ليماسول ويغذيه نهر كوريس جنبًا إلى جنب مع المجاري المائية الأصغر الأخرى بما في ذلك نهر دياريزوس، الذي تم تحويل مياهه إلى سد كوريس عبر خط أنابيب تحت الأرض.

## تاريخه
يقع السد على ارتفاع 250 متر (820 قدم) ويجمع المياه التي تنقلها أنهار كوريس وليمناتيس وكريوس. علاوة على ذلك، يتم تحويل المياه من نهر دياريزوس إلى سد كوريس عبر نفق يبلغ طوله 14.5 كيلومتر (9 أميال). تبلغ مساحتها الإجمالية 300 كم2 (190 ميل)2. يقع السد على بعد 15 كيلومتر (9.3 ميل) شمال غرب مدينة ليماسول و 6 كيلومتر (3.7 ميل) غرب قرية يبسوناس. لكي يتم بناء سد كوريس، كان لا بد من نقل قرية ألاسا بأكملها إلى موقع قريب يطل على الخزان (بين واديي كوريس وليمناتيس) بتكلفة تبلغ حوالي 5.000.000 جنيه قبرصي. 
وقد عارضت المجموعات البيئية المهتمة بشأن تأثيرات تحويل المياه على بحيرة ليماسول المالحة بناء السد، وبحيرة ليماسول المالحة هي أرض رطبة تقع في اتجاه مجرى الأنهار وتستخدمها الطيور المهاجرة. السد جزء من مشروع الناقل الجنوبي، الذي ينقل المياه من الجانب الجنوبي الغربي لقبرص إلى الجزء الجنوبي الشرقي من الجزيرة، على مسافة 120 كم. يحتوي السد على جسر أرضي مركزي مخصص لطبقات الطين يبلغ ارتفاعه 110 مترًا ويبلغ طول قمة السد حوالي 550 مترًا، مما يوفر حجم تخزين للمياه يصل إلى 115 مليون متر مكعب.
تم إقتراح بناء السد لأول مرة بواسطة مجلس تنمية المياة القبرصي في عام 1968. بعد العديد من دراسات الجدوى، أكملت الشركة الهندسية الفرنسية Sogreah التصميم التفصيلي في عام 1981. تم منح عقد بناء السد في يناير 1984 إلى جمعية تضم J&P Construction و Impregilo الإيطالية.
بلغت تكلفة البناء 29.000.000 جنيه قبرصي. جاء جزء من التمويل من بنك الاستثمار الأوروبي . اكتمل البناء في سبتمبر 1988. وتم افتتاحه رسميًا بواسطة الرئيس في ذلك الوقت، جورج فاسيليو في 22 أبريل 1989.
منذ بناء السد، فاضت المياه ثلاث مرات: في 4 مارس 2004، وفي 6 أبريل 2012،  وفي 7 يناير 2020. 

## في الثقافة الشعبية
في عام 2008، أشارت الشائعات إلى أن تمساحًا أو أي زاحف كبير آخر كان يسبح في السد ، مما أدى إلى إشارات فكاهية إلى "وحش بحيرة لوخ نيس في قبرص". سمح قادة المجتمع المحلي بالبحث لكنهم لم يعثروا على مثل هذا المخلوق. 